# Gustave Quenioux
Gustave François Raoul Quenioux, né le 16 août 1865 à Fougères-sur-Bièvre (Loir-et-Cher), et mort le 11 août 1949 à Bordeaux, est un peintre français.

## Biographie
Gustave Quenioux est né le 16 août 1865 à Fougères-sur-Bièvre.
Élève de Gustave Moreau et d'Élie Delauney à l'École des Beaux-Arts de Paris, il remporte une médaille dans la section Anatomie Peinture en 1890-1891. Il peint les paysages de la Côte d'Azur, de la côte basque, de la Gironde et du Maroc.
Gustave Quenioux meurt le 11 août 1949 à Bordeaux.